# Mahaica-Berbice
Mahaica-Berbice (Région 5) est l'une des régions du Guyana. Elle est bordée au nord par l'Océan Atlantique, à l'est par la région de Berbice Oriental-Courantyne, au sud par celle de Haut-Demerara-Berbice et à l'ouest par celle de Demerara-Mahaica.
Le centre administratif régional est Fort Washington, les autres localités importantes sont  Rosignol, Mahaicony et Helena. La région comporte 52 428 habitants.